# Atylotus lotus
Atylotus lotus är en tvåvingeart som beskrevs av Burton 1978. Atylotus lotus ingår i släktet Atylotus och familjen bromsar.
Artens utbredningsområde är Thailand. Inga underarter finns listade i Catalogue of Life.